# Quasifusulininae
Quasifusulininae es una subfamilia de foraminíferos bentónicos cuyos taxones se han incluido tradicionalmente en la subfamilia Fusulininae, de la familia Fusulinidae, de la superfamilia Fusulinoidea, del suborden Fusulinina y del orden Fusulinida. Su rango cronoestratigráfico abarca desde el Moscoviense (Carbonífero superior) hasta el Sakmariense (Pérmico inferior).

## Discusión
Clasificaciones recientes incluyen Quasifusulininae en la subclase Fusulinana de la clase Fusulinata.

## Clasificación
Quasifusulininae incluye a los siguientes géneros:
- Quasifusulina †
- Quasifusulinoides †

Otro género considerado en Quasifusulininae es:
- Epifusulina †, aceptado como Quasifusulina